# Infiniminer
Infiniminer er et open source multi-player block-baseret sandbox bygge- og gravespil, hvor spilleren har rollen som en minearbejder, der søger efter mineraler ved at grave tunneler gennem forskellige bygninger og strukturer. Spillet er udviklet af det amerikanske spilfirma Zachtronics. Spillet er ifølge dets udvikler Zach Barth baseret på tidligere spil som Infinifrag, Team Fortress og Motherload udviklet af XGen Studios.